# Rio Dobru
O Rio Dobru é um rio da Romênia, afluente do Slănic, localizado no distrito de Bacău.